# Franz Joseph Dölger-Institut
Das Franz Joseph Dölger-Institut zur Erforschung der Spätantike ist eine der interdisziplinären Forschung dienende „zentrale wissenschaftliche Einrichtung“ der Universität Bonn, die dem Senat der Universität unmittelbar zugeordnet ist.

## Aufgabe
Die Aufgabe des Instituts besteht in der Erforschung der spätantiken Grundlagen der europäischen Kultur. Sie wird satzungsgemäß erfüllt durch den Direktor und die Angestellten des Instituts unter Zuziehung deutscher und ausländischer Gelehrter.
Die Veröffentlichung der Forschungsergebnisse des Instituts erfolgt bevorzugt im Reallexikon für Antike und Christentum und im Jahrbuch für Antike und Christentum. Weitere Schriftenreihen des Instituts sind die Ergänzungsbände sowie die Kleine Reihe der Ergänzungsbände des Jahrbuchs für Antike und Christentum und die Monographienreihe Theophaneia.
Im Franz Joseph Dölger-Institut eingerichtet ist die „Arbeitsstelle“ der Nordrhein-Westfälischen Akademie der Wissenschaften und der Künste „für die Herausgabe des Reallexikons (RAC) und des Jahrbuchs (JbAC) für Antike und Christentum“.

## Geschichte
Das Institut, benannt nach dem Bonner Kirchenhistoriker Franz Joseph Dölger, wurde im Jahr 1955 von Theodor Klauser an der Universität Bonn gegründet. Zugleich wurde auf Initiative von Clemens Plassmann der Verein zur Förderung des Franz Joseph Dölger-Instituts an der Rheinischen Friedrich-Wilhelms-Universität Bonn e. V. gegründet, der bis Ende 1975 rechtlicher Träger des Instituts war. Seit dem 1. Januar 1976 ist das Institut unter Beibehaltung seiner ursprünglichen Aufgabenstellung in die Universität Bonn eingegliedert. Die Arbeit am Reallexikon und dem 1958 gegründeten Jahrbuch für Antike und Christentum wird von der Nordrhein-Westfälischen Akademie der Wissenschaften getragen. Die Erarbeitung des Reallexikons, dessen Artikel nicht nur Zusammenfassung des Forschungsstands sind, sondern für das besondere Thema der Umgestaltung der antiken Kulturen zu der frühmittelalterlichen und frühbyzantinischen und damit zur heutigen europäischen Kultur Erstforschung leisten, geschieht durch die jeweiligen Herausgeber des Reallexikons, die wissenschaftlichen Mitarbeiter des Instituts und eine Vielzahl von internationalen Forschern aus den einschlägigen Fächern. Die Bibliothek des Instituts steht auch auswärtigen Besuchern offen.

## Direktoren des Dölger-Instituts
- Theodor Klauser (1955–1972)
- Ernst Dassmann (1972–2001)
- Georg Schöllgen (2001–2019)
- Christian Hornung (seit 2019)